# Karl Hanke

Karl Hanke (1938)

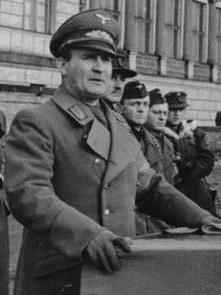
Karl Hanke bei einer Ansprache während der Vereidigung des Volkssturms in Breslau (Februar 1945), Aufnahme einer SS-Propagandakompanie

Karl August Hanke (* 24. August 1903 in Lauban, Provinz Schlesien; † wahrscheinlich 8. Juni 1945 in Nová Ves nad Popelkou, Tschechoslowakei) war ein Funktionär der NSDAP während der Zeit des Nationalsozialismus. Karl Hanke wurde in den letzten Tagen des Zweiten Weltkriegs von Adolf Hitler zum letzten Reichsführer SS ernannt, nachdem Heinrich Himmler durch seine geheimen Verhandlungen mit den Alliierten bei diesem in Ungnade gefallen war.

## Leben

### 1903 bis 1931
Von Beruf gelernter Müllermeister, war Hanke nach dem Besuch eines Mühlenbautechnikums seit 1928 Gewerbelehrer in Berlin.

### 1931 bis 1939
1931 wurde er wegen seiner Tätigkeit in der NSDAP, der er zum 1. November 1928 beitrat (Mitgliedsnummer 102.606), aus dem preußischen Staatsdienst entlassen. Nach dem Wahlerfolg der NSDAP in der Reichstagswahl vom 14. September 1930 wurde er Leiter der NSDAP-Kreisleitung West in Berlin und gab dem jungen Architekten und NSKK-Mann Albert Speer seinen ersten Auftrag, den Umbau einer Villa in Berlin-Grunewald zum Quartier der Kreisorganisation. Hanke war seit 1930 Mitglied der SA-Reserve.
Seit der Landtagswahl vom 24. April 1932 saß Hanke im Preußischen Landtag; im gleichen Jahr wurde er auch als Abgeordneter in den Reichstag gewählt. Ab dem 1. April 1932 war er persönlicher Adjutant des Berliner Gauleiters Joseph Goebbels. Als solcher beauftragte er auf Weisung Goebbels’ ebenfalls Albert Speer, in der Voßstraße 11 im Berliner Regierungsviertel einen neuen Amtssitz für die Gauleitung der Berliner NSDAP zu errichten.
Nach der Reichstagswahl 1933 und der Gründung des Reichsministeriums für Volksaufklärung und Propaganda am 13. März 1933 fungierte Hanke auch im Ministerium als persönlicher Referent des Ministers und zugleich als Leiter des Privatsekretariats Goebbels'. Bereits am 27. Juni 1933 erfolgte seine Ernennung zum Ministerialrat, am 20. April 1937 wurde Hanke zum Ministerialdirektor ernannt. Nach der Berufung von Walther Funk zum Reichswirtschaftsminister 1938 wurde Hanke sein Nachfolger als Staatssekretär im Reichsministerium für Volksaufklärung und Propaganda.
Am 15. Februar 1934 trat Hanke in die Allgemeine SS (SS-Nummer 203.103) ein. Ab 1937 war er Führer im Kommandostab Reichsführer SS von Heinrich Himmler.
Der scheinbar unaufhaltsame Aufstieg Hankes im Windschatten des Reichspropagandaministers nahm aber ein rapides Ende, als Hanke in persönliche Verwicklungen der Eheleute Goebbels hineingezogen wurde. Goebbels, berühmt und berüchtigt für seine zahlreichen außerehelichen Affären, vornehmlich mit Schauspielerinnen, bändelte 1937/38 mit der Tschechin Lída Baarová an. Die Ehe mit Magda Goebbels schien am Ende. Hanke schlug sich auf die Seite der Ehefrau, mit der er ein halbbekanntes Verhältnis hatte. Er erstellte eine Liste mit den Namen von 36 Film- und Theaterschauspielerinnen, mit denen Joseph Goebbels ein Verhältnis gehabt haben soll. Magda Goebbels half Hanke bei der Erstellung der Liste.
Offenbar war die zwei Jahre ältere Magda Goebbels vorübergehend auch bereit, ihren Mann für Hanke zu verlassen. Beide Affären wurden aber 1939 von Hitler durch ein Machtwort beendet.
Karl Hanke soll – neben etwa Baldur von Schirach – zu den NS-Größen gehört haben, die sich ab März 1938 Inventar aus dem Wiener Hofmobiliendepot „ausgeliehen“ haben.

### 1939 bis 1945
Hanke meldete sich im Sommer 1939 freiwillig zur Wehrmacht. Mit der 3. Panzer-Division nahm er zu Beginn des Zweiten Weltkrieges am Überfall auf Polen teil. 1940 kämpfte er als Frontsoldat und Ordonnanzoffizier in der 7. Panzer-Division unter Rommel im Westfeldzug. Er erhielt für seinen Einsatz das Eiserne Kreuz I. und II. Klasse sowie das Panzerkampfabzeichen in Silber. Anfang 1941 wurde er als Oberleutnant aus der Wehrmacht entlassen.
Daraufhin wurde Hanke am 9. Februar 1941 von Hitler zum Oberpräsidenten und Gauleiter von Niederschlesien ernannt. Während Hankes Amtszeit wurden in Breslau über tausend Personen hingerichtet, was ihm den Beinamen „Henker von Breslau“ eintrug. Hanke war eng befreundet mit Otto Fitzner, der als Bergwerksdirektor bei Giesches Erben in Kattowitz (Firmensitz Breslau) arbeitete; Historiker vermuten, dass Informationen über den anlaufenden Holocaust auf diesem Weg schon sehr frühzeitig Eduard Schulte erreichten. Ihm gelang es 1942, verschiedene gebündelte Informationen über die Massenvergasungen den Alliierten zukommen zu lassen (Riegner-Telegramm). Am 30. Januar 1944 wurde Hanke zum SS-Obergruppenführer ernannt. Am 25. November 1944 heiratete er Freda Freiin von Fircks, die ihm im Dezember 1943 eine Tochter geboren hatte. 
Als Kampfkommandant leitete er ab dem 23. Januar 1945 die Verteidigung der zur Festung erklärten Stadt Breslau. Bereits am 27. Januar 1945 ließ er den ihm missliebigen Bürgermeister der Stadt, Wolfgang Spielhagen, wegen angeblicher Fluchtvorbereitungen verhaften und tags darauf standrechtlich erschießen. Während Hanke auf Kosten der Zivilbevölkerung „[…] seine provinzielle Variante des erzwungenen Selbstmords einer Stadt zelebrierte“, zollte Goebbels dem ehemaligen Schützling letztlich wieder Anerkennung und Respekt. Am 3. April 1945 notierte er in sein Tagebuch: „Hanke hat auf der Lagebesprechung beim Führer außerordentliches Lob erfahren. Er verdient es auch. Er ist unter unseren kämpfenden Gauleitungen die überragende Führernatur. Er setzt sich auch kämpferisch in einem Umfange ein, wie das bei den anderen Gauleitern leider nicht festgestellt werden kann.“
Am 12. April 1945 wurde Hanke von Hitler mit dem „Deutschen Orden der NSDAP mit Lorbeerkranz und Schwertern“ ausgezeichnet. Der Orden sollte laut Hitler „die höchsten Verdienste ehren […], die ein Deutscher sich für sein Volk erwerben kann.“ Diesen Orden erhielten neben Hanke zu Lebzeiten nur zwei weitere Personen, Artur Axmann und Karl Holz.
Beeindruckt von dessen bedingungslosem Gehorsam ernannte ihn Hitler am 29. April 1945 in seinem politischen Testament als Nachfolger des inzwischen in Ungnade gefallenen Heinrich Himmler zum Reichsführer SS und Chef der Deutschen Polizei.
Bei der Kapitulation von Breslau am 6. Mai war Hanke nicht mehr auffindbar, wahrscheinlich war er unmittelbar zuvor mit einem bereitgehaltenen Fieseler Storch aus der belagerten Stadt geflohen. Offenbar schloss er sich in Prag der 18. SS-Freiwilligen-Panzergrenadier-Division „Horst Wessel“ an. Nach Kämpfen mit tschechischen Partisanen kapitulierte die SS-Einheit in der Nähe von Neudorf (Nová Ves). Nach zeitweiliger Inhaftierung wurde Hanke wahrscheinlich bei einem Fluchtversuch aus einem Transport deutscher Kriegsgefangener von tschechischen Wachmannschaften angeschossen und erschlagen. Anderen Berichten zufolge soll er nach Polen gebracht und dort hingerichtet worden sein.

## TV-Sendungen
- Der Henker von Breslau. Niederschlesiens Gauleiter Karl Hanke. Ein Film von Ernst-Michael Brandt, MDR 2005, 45 Minuten